# 24637 Olʹgusha
A 24637 Olʹgusha (ideiglenes jelöléssel 1981 RW4) a Naprendszer kisbolygóövében található aszteroida. Ljudmila Vasziljevna Zsuravljova  fedezte fel 1981. szeptember 8-án.